# Manuel Asur
Manuel Asur González García (Cocañín, San Martín del Rey Aurelio; 12 de octubre de 1947) es un poeta español que escribe en asturiano y castellano. Considerado como el iniciador, en poesía, del Surdimientu (renacimiento de la poética moderna en asturiano), es uno de los más importantes en la actualidad en esta lengua. Doctor en filosofía.  

## Obras
- Cancios y poemes pa un riscar (1977) Poesía en lengua asturiana
- Camín del cumal fonderu (1978) Poesía en lengua asturiana.
- Vívese d'oyíes: Poemes bilingües (1979) Asturiano/castellano
- Congoxa que ye amor (1982) Poesía en lengua asturiana.
- Destruición del poeta (1984) Poesía en lengua asturiana
- Hai una llinia trazada (1987) Prosa en lengua asturiana
- Poesía 1976-1996 (1996). Antología poética.
- Orbayos (2002)Poesía en lengua asturiana
- El libro de las visitas (2003) Poesía en lengua castellana
- Lo que dice la caracola (2007). Poesía en lengua castellana.
- El solitario de Avilés / Vida y obra del filósofo Estanislao    Sánchez Calvo (2008). En lengua castellana.
- Balada del balagar (2011) / Libro de poemas en asturiano
- Las arrogancias del barro (2015) Poesía en lengua castellana. ISBN 9781326271565. Primera edición, en lulu.com / Morrisville. Carolina del Norte. Estados Unidos de América
- "El sótano de Sineo" (2015) Novela en lengua castellana. ISBN 9781326341855. Primera edición en Lulu.com / Morrisville. Carolina del Norte. Estados Unidos de América.

Prólogo: Filosofía de lo maravilloso positivo, de Estanislao Sánchez Calvo. (Llibros del Pexe-Gijón,1997)